# K (família de mísseis)

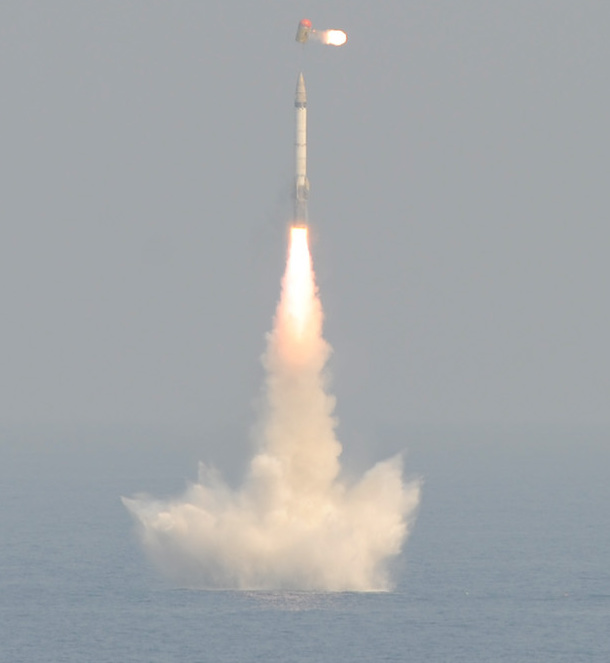
Lançamento subaquático de um míssil da série K

K é a designação de uma família de SLBMs, projetada e desenvolvida pela DRDO e operado pela marinha da Índia.
O projeto secreto da família de mísseis classificado com a letra K, no o qual pessoal do DRDO trabalha, ficou conhecido como "Projeto Negro". Circula a informação de que esses mísseis são mais rápidos, mais leves e mais "invisíveis" que seus concorrentes.

## Modelos

### K-15
Com alcance entre 750 e 1.500 km, pesando entre 6 e 7 toneladas, 10 m de altura com carga útil de ogivas de 1 tonelada.

### K-4
Com alcance entre 3.500 e 5.000 km, pesando entre 17 e 20 toneladas, de 10 a 12 m de altura com carga útil de ogivas entre 1 e 2,5 toneladas.

### K-5
Com alcance de 6.000 km, com carga útil de ogivas de 1 tonelada. Em desenvolvimento.